# Shelter (chanson)
Pour les articles homonymes, voir Shelter.
Pistes de xx
Fantasy Basic Space
Shelter est une chanson du groupe the xx issu de l'album xx sorti en 2009. C'est la septième piste de l'album. C'est la seule chanson de l'album écrite et composé sans Baria Quareshi, ancienne membre du groupe. La chanson a été écrite par Romy Madley Croft, et la musique composée par elle, Oliver Sim et Jamie Smith.
Le titre a été repris à plusieurs reprises par d'autres artistes, dont Birdy. Sa reprise a été inclus à son premier album Birdy. D'autres groupes comme Hercules And Love Affair, ont inclus leur reprise de la chanson sur un bonus track de l'édition américaine de leur deuxième album Blue Songs.

## Version de Birdy
Singles de Birdy
Skinny Love
(2011) People Help the People
(2011)
Shelter est le deuxième single de la chanteuse britannique Birdy. C'est une reprise de Shelter du groupe londonien The xx. La reprise est sortie le 3 juin 2011 en téléchargement numérique. La chanson a été choisie comme "Record of the Week" par le DJ de radio britannique Fearne Cotton. Il a atteint la 50e place au UK Singles Chart. Une reprise de la version de Birdy a été réalisée par Sophie Habibis dans la 8e saison de The X Factor.

### Liste des titres
| No | Titre   | Durée |
| -- | ------- | ----- |
| 1. | Shelter | 3:42  |

### Classement
| Classement (2011)                         | Position |
| ----------------------------------------- | -------- |
| Royaume-Uni (The Official Charts Company) | 50       |

### Historique des sorties
| Pays        | Date        | Format                   | Label            |
| ----------- | ----------- | ------------------------ | ---------------- |
| Royaume-Uni | 3 juin 2011 | Téléchargement numérique | Atlantic Records |